# Nuncjatura Apostolska w Jordanii
Nuncjatura Apostolska w Jordanii – misja dyplomatyczna Stolicy Apostolskiej w Jordańskim Królestwie Haszymidzkim. Siedziba nuncjusza apostolskiego mieści się w Ammanie.
Nuncjusz apostolski w Jordanii akredytowany jest również w Republice Iraku.

## Historia
6 kwietnia 1994 papież św. Jan Paweł II utworzył Nuncjaturę Apostolską w Jordanii. Każdy nuncjusz apostolski w Jordanii był także nuncjuszem apostolskim w Iraku.

## Nuncjusze apostolscy w Jordanii
- abp Giuseppe Lazzarotto (1994 – 2000) Włoch
- abp Fernando Filoni (2001 – 2006) Włoch
- abp Francis Assisi Chullikatt (2006 – 2010) Keralczyk
- abp Giorgio Lingua (2010 – 2015) Włoch
- abp Alberto Ortega Martín (2015 – 2019) Hiszpan
- abp Giovanni Pietro Dal Toso (od 2023) Włoch